# Palmira (miasto w Kolumbii)
Palmira — miasto w zachodniej Kolumbii, w departamencie Valle del Cauca. Położone jest w Kordylierze Środkowej, w dolinie rzeki Cauca, na wysokości 1040 m n.p.m. Współrzędne geograficzne: 3°32′N 76°18′W/3,533333 -76,300000. Ludność: 2345 tys. (2012). Miasto wchodzi w skład aglomeracji Cali.
Miasto zostało założone około 1794.
Palmira stanowi ważny ośrodek handlu dla otaczającego go rolniczego regionu uprawy tytoniu, kawy, kakao i trzciny cukrowej. Rozwinął się tutaj głównie przemysł cukrowniczy, mięsny oraz włókienniczy. 
Palmira położona jest przy Autostradzie Panamerykańskiej. Miasto stanowi również węzeł kolejowy, z którego odchodzą pociągi na zachód do Buenaventuru, na południe do Cali i Popayan oraz na północ do Medellin i dalej do północnej Kolumbii. W mieście znajduje się główny port lotniczy obsługujący Cali. 
W mieście znajduje się filia uniwersytetu Universidad Pontificia Bolivariana.